# Miniopterus petersoni
Miniopterus petersoni (Goodman, Bradman, Maminirina, Ryan, Christidis & Appleton , 2008) è un pipistrello della famiglia dei Miniotteridi diffuso nella parte sud-orientale del Madagascar.

## Descrizione

### Dimensioni
Pipistrello di piccole dimensioni, con la lunghezza totale tra 85 e 99 mm, la lunghezza dell'avambraccio tra 38 e 43 mm, la lunghezza della coda tra 39 e 50 mm, la lunghezza del piede tra 6,5 e 11 mm, la lunghezza delle orecchie tra 10 e 13 mm e un peso fino a 8,2 g.

### Aspetto
La pelliccia è relativamente lunga e densa. Il colore generale del corpo è marrone scuro cosparso in alcuni individui di peli più chiari. La fronte è molto alta e bombata, il muso è stretto e con le narici molto piccole. Le orecchie sono corte, triangolari, ben separate tra loro e con l'estremità arrotondata. Il trago è relativamente lungo, con l'estremità leggermente piegata in avanti e con una rientranza ben visibile alla base. Le membrane alari sono nero-brunastre scure e attaccate posteriormente sulle caviglie. La lunga coda è inclusa completamente nell'ampio uropatagio. Il calcar è lungo e privo di carenatura.

## Biologia

### Comportamento
Si rifugia all'interno di grotte.

### Alimentazione
Si nutre di insetti.

## Distribuzione e habitat
Questa specie è diffusa nella parte sud-orientale del Madagascar.
Vive nelle foreste secondarie di pianura.

## Conservazione
La IUCN Red List, considerato l'incertezza circa il suo effettivo areale e le poche informazioni sullo stato della popolazione e le eventuali minacce, classifica M.petersoni come specie con dati insufficienti (DD).